# Rutger van Schaardenburg
Rutger van Schaardenburg (Alkmaar, 8 oktober 1987) is een Nederlandse zeiler. Hij vertegenwoordigde Nederland op verschillende internationale wedstrijden. 
Op 7-jarige leeftijd begon hij met zeilen op de Dordtse spaarbekken met een optimist. Na enthousiast te zijn geworden bij een kamp werd hij lid van de Rotterdamse Zeilvereniging (RZV). Na zich tweemaal te hebben gekwalificeerd voor een Europees Kampioenschap stapte hij over op de laser-klasse. Op het WK 2005 voor de jeugd in Korea werd hij derde en op het EK 2006 onder 21 jaar in Polen behaalde hij een tweede plaats.
In 2008 kwalificeerde Van Schaardenburg zich op de valreep voor de Olympische Spelen van 2008 in Peking. Op het EK dat jaar behaalde hij na het uitvallen van de laatste twee wedstrijden een achtste plaats en werd hiermee zesde op de "geschoonde lijst". Van Schaardenburg vertegenwoordigt Nederland op de Spelen in de Laser-klasse. In Peking eindigde hij bij de eerste twee van de vijf races op een respectievelijk 32e en 29e plaats. 

## Titels
- Nederland kampioen Laser Standaard - 2007

## Palmares

### Nationaal wedstrijd zeilen
- 2001: kwalificatie EK, Gran Canaria (Spanje)
- 2002: kwalificatie EK, Tavira (Portugal)

### Laser Radiaal
- 2003: 3e EK t/m 17 jaar, Riva del Garda
- 2003: 4e WK t/m 17 jaar, Riva del Garda
- 2004: 1e Middellandse zeilweek

### Laser Standaard
- 2005: 3e ISAF WK jeugd, Bussan, Zuid-Korea
- 2006: 2e Europacup overall
- 2006: 1e Europacup, Warnemunde
- 2006: 2e EK jeugd (onder 21 jaar) in Polen
- 2007: 1e NK
- 2007: 7e EK
- 2007: 9e Breitling Regatta
- 2008: 4e Australisch open kampioenschap
- 2008: 15e Olympische zeilweek, Melbourne (Australië)
- 2008: 33e WK, Terrigal (Australië)
- 2008: 8e EK Laser standaard, Nieuwport